# Fuad Hyseni
Fuad Hyseni, född 21 april 1989, är en svensk fotbollsspelare som spelar för Assyriska BK. Han har tidigare spelat för bland annat Utsiktens BK och Assyriska FF.

## Karriär
Hyseni växte upp i Gullspång, flyttade till Göteborg och spelade som junior för BK Häcken. Som senior spelade han för Göteborgsklubbarna Gunnilse IS och Qviding FIF fram till 2012 då han skrev på ett tvåårskontrakt med Assyriska FF. 
Den 15 december 2014 skrev han på ett tvåårskontrakt med Degerfors IF. I juli 2016 kom Degerfors och Hyseni överens om att bryta kontraktet då han inte fått någon speltid under säsongen 2016. Den 10 augusti skrev Hyseni på ett kontrakt med Utsiktens BK som sträckte sig fram till slutet av säsongen 2016. Inför säsongen 2017 återvände Hyseni till Qviding FIF.
I mars 2018 gick Hyseni till IK Oddevold. Efter säsongen 2018 lämnade han klubben. I juni 2019 gick Hyseni till Assyriska BK.